# The Pavilion of Dreams
The Pavilion of Dreams è un album in studio del compositore Harold Budd, pubblicato nel 1978. 

## Composizione
L'album contiene alcune composizioni registrate fra il 1972 ed il 1975 e segnò l'inizio di una collaborazione fra il musicista e Brian Eno. Influenzato dal free jazz più "mistico", (quale, ad esempio, quello di John Coltrane e Pharoah Sanders) e caratterizzato da una singolare tecnica applicata al pianoforte, The Pavilion of Dreams è considerato uno degli album di minimalismo ambientale più raffinati di sempre.
Il titolo del brano Bismillahi 'Rrahman 'Rrahim significa, in lingua araba, "In nome di Dio, Il caritatevole, Il misericordioso".
Alcuni degli ospiti che parteciparono alle tracce includono Michael Nyman, Gavin Bryars e Marion Brown.

## Accoglienza
| Recensione     | Giudizio       |
| -------------- | -------------- |
| Ondarock       | Pietra miliare |
| Piero Scaruffi |                |
| AllMusic       |                |
| David Toop     | positivo       |

The Pavilion of Dreams è stato accolto positivamente. Secondo David Toop, l'album «evoca un magnifico miraggio luminoso (...) ci riporta alla mente una dimensione del free jazz ormai dimenticata, quel punto meditativo di riposo temporaneo in cui si mescolano dolore, ottimismo avvilito, fervore ed estasi spirituale. Provate ad ascoltare Expression di John Coltrane, Going Home di Albert Ayler (...), Venus di Phaorah Sanders, oppure, per fare un esempio ancora più recente, il grido di sassofono alto di Ornette Coleman, fluttuante sulle strane accordature e sulla scomposizione delle drum machine dei Prime Time, insieme al suo strisciante violino, in Virgin Beauty.» Mark Pendergast lo considere un classico della musica ambient.

## Tracce
Le tracce sono state tutte composte da Harold Budd.
1. Bismillahi 'Rrahman 'Rrahim – 18:23
2. Two Songs: 1. Let Us Go into the House of the Lord / 2. Butterfly Sunday – 6:19
3. Madrigals of the Rose Angel: 1. Rosetti Stone / 2. The Crystal Garden and a Coda – 14:16
4. Juno – 8:18

## Formazione
- Marion Brown - sassofono alto
- Harold Budd - pianoforte, voce
- Maggie Thomas - arpa
- cRichard Bernas - celesta
- Gavin Bryars - glockenspiel, voce
- Jo Julian - marimba, vibrafono, voce
- Michael Nyman - marimba, voce
- John White - marimba, percussioni, voce
- Howard Rees - marimba
- Nigel Shipway - percussioni
- Richard Bernas - pianoforte
- Howard Rees - vibrafono
- Brian Eno - voce
- Lynda Richardson, Margaret Cable, Lesley Reid, Ursula Connors, Alison MacGregor, Muriel Dickinson - coro